# ASB Classic 2004
L'ASB Classic 2004 è stato un torneo di tennis giocato sul cemento. È stata la 19ª edizione del ASB Classic, che fa parte della categoria Tier IV nell'ambito del WTA Tour 2004. Si è giocato al ASB Tennis Centre di Auckland in Nuova Zelanda, dal 5 gennaio all'11 gennaio 2004.

## Campionesse

### Singolare
Eléni Daniilídou ha battuto in finale  Ashley Harkleroad con il punteggio di 6–3, 6–2

### Doppio
Mervana Jugić-Salkić /  Jelena Kostanić Tošić hanno battuto in finale  Virginia Ruano Pascual /  Paola Suárez con il punteggio di 7–6, 3–6, 6–1